# Lukas Sulaj Kloppenborg
Lukas Sulaj Kloppenborg (né le 9 décembre 2001 à Holbæk) est un coureur cycliste d'origine danoise, qui roule sous licence albanaise depuis 2023.

## Palmarès
- 2023
  -  Champion d'Albanie sur route
  - Course d'Elbasan[1],[2]
  - 3e du championnat d'Albanie du contre-la-montre
- 2025
  -  Champion d'Albanie sur route
  - 2e du championnat d'Albanie du contre-la-montre